# Lance Larson
Lance Larson (n. 3 iulie 1940, Monterey Park, California, SUA – d. 19 ianuarie 2024, Orange, California, SUA) a fost un înotător american, medaliat olimpic. A participat la o ediție a Jocurilor Olimpice (1960) în care a câștigat două medalii de aur și o medalie de argint.